# 's-Graveland (Noord-Holland)
's-Graveland is een dorp in de gemeente Wijdemeren in de provincie Noord-Holland. Tot 2002 was het de hoofdplaats van de gelijknamige gemeente. Het dorp ligt circa 5 km ten westen van Hilversum en ligt ten oosten van Kortenhoef. Een deel van het dorp is sinds 1986 een beschermd dorpsgezicht. De gemeente 's-Graveland telde tot haar opheffing in 2002 ongeveer 10.000 inwoners.
's-Graveland en Kortenhoef staan bekend om het zuivere water, waardoor zich veel wasserijen hier vestigden.

## Geschiedenis
's-Graveland was van origine onderdeel van Het Gooi. Het dorp ontwikkelde zich snel in de 16de en vooral 17de eeuw. In 1625 wilden enkele rijke Amsterdammers er een concessie opzetten voor het ontginnen van ongeveer 500 hectare grond, die hen werd verleend door de Staten van Holland op voorwaarde dat ze hiervoor een regeling zouden treffen met de erfgooiers, de gebruikers van de grond. Deze waren het echter niet eens met dit voorstel, daar de reglementen voorschreven dat zowel de eigenaar (de Staten) als de gebruikers (de erfgooiers) hiervoor toestemming moesten geven. Dit leidde tot een conflict, waarop de Staten een aantal compagnieën soldaten naar het gebied stuurden om de erfgooiers te dwingen akkoord te gaan. In 1634 beloofden de Staten nooit weer zonder toestemming van de erfgooiers grond te zullen verkopen, maar de erfgooiers besloten dat jaar dat het gebied vanwege de ongeoorloofde verkoop niet meer tot Het Gooi behoorde en het geldende schaarrecht van het gebied kwam te vervallen: inwoners uit het gebied mochten daardoor geen vee meer houden op de gemene gronden van Het Gooi. In 1644 werd de eerste schipper benoemd om een regelmatige veer- en trekschuitendienst op Amsterdam te onderhouden. In 1648 kwam er een school en werd een schoolmeester aangesteld. In 1649 werd de eerste jaarlijkse paardenmarkt gehouden. In 1657 werd de hervormde kerk gebouwd door de Amsterdamse stadsarchitect Daniël Stalpaert. In deze kruiskerk hangt een Hemony-klok uit 1655. In 1824 werd er een Bätz-orgel geplaatst.

## Verkeer en vervoer
De basis van het stratenplan bestaat uit twee oude straten, het Noorder- en het Zuidereinde. Waar die bij elkaar komen is het kruispunt 'Smidsbrug'. Vandaar gaan de Leeuwenlaan naar Hilversum en de Kerklaan naar Kortenhoef.

## Buitenplaatsen

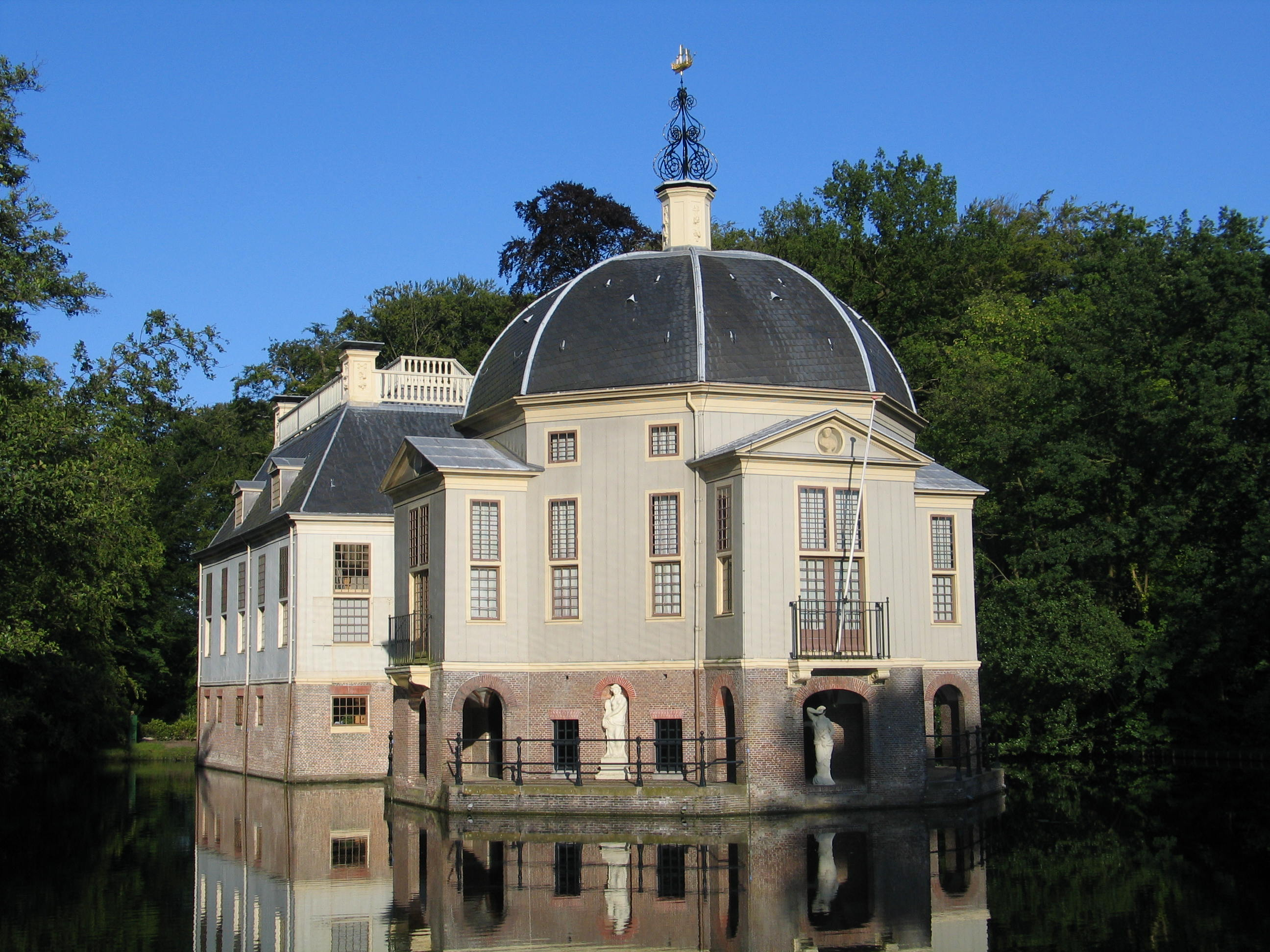
Kasteel Trompenburgh 's Graveland

's-Graveland was vanaf de zeventiende eeuw in trek bij rijke Amsterdammers, die daar landgoederen en buitenplaatsen bouwden, erfden of kochten, zoals:
- Bantam, van de Vereniging Natuurmonumenten;
- Boekesteyn, van Natuurmonumenten; hier woonde de familie Dedel en later de familie Hooft Graafland;
- Gooilust, van Natuurmonumenten; heeft een mooi sterrenbos
- Hilverbeek aan de Leeuwenlaan;
- Land en Bosch
- Jagtlust
- Schaep en Burgh, van Natuurmonumenten;
- Schoonoord, van Natuurmonumenten;
- Spanderswoud
- Sperwershof
- Spiegelrust
- Swaenenburgh
- Trompenburgh, gebouwd door Cornelis Tromp, eigendom en kantoor van de Stichting Monumentenbezit.

De 's-Gravelandsevaart, waaraan de meeste huizen staan, was vroeger een belangrijke verbindingsroute tussen Amsterdam en Hilversum. Vervoer per schip werd vaak verkozen boven vervoer per rijtuig, omdat de weg bijna nergens verhard was. Tegenwoordig heet dit de Noordereind en Zuidereind.
In het rampjaar 1672 werd veel schade door de Fransen aangericht. Huizen werden verwoest, bewoners vermoord. In 1673 vertrokken de Fransen en werd veel herbouwd. Nieuwe tuinen in Franse stijl werden aangelegd.

## Geboren in 's-Graveland
- Hendrik Jan Schimmel (1823-1906), roman- en toneelschrijver
- Tjalling Koopmans (1910-1985), Amerikaans-Nederlands econoom/econometrist en Nobelprijswinnaar (1975)
- Gustav Leonhardt (1928-2012), klavecinist, organist en dirigent.
- Hans Hagen (1955), dichter en kinderboekenschrijver
- Peter van Bokhorst (1962), acteur, regisseur en grafisch vormgever